# Pārdaugava Ryga
Pārdaugava Ryga (łot. Futbola klubs „Pārdaugava” Rīga, ros. Футбольный клуб «Пардаугава» Рига, Futbolnyj Kłub "Pardaugawa" Riga) – łotewski klub piłkarski, mający siedzibę w stolicy kraju – mieście Ryga.

## Historia
Chronologia nazw:
- 1984: Daugava/RVZ Ryga (ros. «Даугава/РВЗ» Рига)
- 1985: Reprezentacja Juniorów Ryga (ros. «Сборная юниоров» Рига)
- 1988: Młodzieżowa reprezentacja Ryga (ros. «Молодёжная сборная» Рига)
- 1990: Pārdaugava Ryga (ros. «Пардаугава» Рига)

Klub Daugava/RVZ Ryga został założony w miejscowości Ryga w 1984 roku.
W 1984 zespół debiutował w rozgrywkach mistrzostw i Pucharu Łotewskiej SRR. W 1985 w drużynie grali juniorzy, dlatego klub nazywał się jako Reprezentacja Juniorów, a w 1988 zmienił nazwę już na Młodzieżowa reprezentacja. W 1990 klub przyjął nazwę Pārdaugava Ryga i został zaproszony do startu w nowo utworzonej Ligi Bałtyckiej, w której zajął 15.miejsce. W 1991 inny ryski klub Daugava Ryga został rozformowany i przekazał swoje miejsce w Pierwszej Lidze ZSRR klubowi Pārdaugava. W 1991 również zdobył wicemistrzostwo Łotewskiej SRR. Pārdaugava - to również nazwa firmy rolniczej, której właścicielem był ówczesny prezes Łotewskiego Związku Piłki Nożnej Vladimirs Ļeskovs.
W 1992 debiutował w pierwszych niepodległych rozrywkach Wyższej Ligi Łotwy, w której zajął czwarte miejsce, tuż za podium. W 1993 osiągnął swój największy sukces - dotarł do finału Pucharu Łotwy. W 1995 klub zbankrutował i po 8 kolejkach zrezygnował z dalszych występów, po czym został rozwiązany.

## Sukcesy

### Trofea międzynarodowe
Nie uczestniczył w rozgrywkach europejskich (stan na 31-05-2015).

### Trofea krajowe
| \| \| Zdobyte trofea w rozgrywkach Łotwy (stan na: 31-12-2015) \| |                                                          |      |            |
| Rozgrywki                                                         | Osiągnięcie                                              | Razy | Sezon(y)   |
| Mistrzostwo                                                       | I miejsce                                                | 0    |            |
| Mistrzostwo                                                       | II miejsce                                               | 0    |            |
| Mistrzostwo                                                       | III miejsce                                              | 0    |            |
| Mistrzostwo                                                       | 4 miejsce                                                | 2    | 1992, 1993 |
| · Puchar                                                          | zdobywca                                                 | 0    |            |
| · Puchar                                                          | finalista                                                | 0    |            |
| · Puchar                                                          | finalista                                                | 1    | 1993       |
| II liga                                                           | I miejsce                                                | 0    |            |
| II liga                                                           | II miejsce                                               | 0    |            |
| II liga                                                           | III miejsce                                              | 0    |            |
| Łotwa                                                             | Zdobyte trofea w rozgrywkach Łotwy (stan na: 31-12-2015) |      |            |

ZSRR
| \| \| Zdobyte trofea w rozgrywkach Związku Radzieckiego (stan na: 31-12-1991) \| |                                                                         |      |          |
| Rozgrywki                                                                        | Osiągnięcie                                                             | Razy | Sezon(y) |
| Mistrzostwo                                                                      | I miejsce                                                               | 0    |          |
| Mistrzostwo                                                                      | II miejsce                                                              | 0    |          |
| Mistrzostwo                                                                      | III miejsce                                                             | 0    |          |
| Puchar                                                                           | zdobywca                                                                | 0    |          |
| Puchar                                                                           | finalista                                                               | 0    |          |
| Puchar                                                                           | 1/64 finału                                                             | 1    | 1991/92  |
| II liga                                                                          | I miejsce                                                               | 0    |          |
| II liga                                                                          | II miejsce                                                              | 0    |          |
| II liga                                                                          | III miejsce                                                             | 0    |          |
| II liga                                                                          | 22. miejsce                                                             | 1    | 1991     |
|                                                                                  | Zdobyte trofea w rozgrywkach Związku Radzieckiego (stan na: 31-12-1991) |      |          |

- Mistrzostwo Łotewskiej SRR:
  - wicemistrz: 1991
- Puchar Łotewskiej SRR:
  - ćwierćfinalista: 1987

## Stadion
Klub rozgrywał swoje mecze domowe na stadionie Daugava w Rydze, który mógł pomieścić 15,125 widzów (obecnie 5,083).

## Piłkarze
Znani piłkarze:
- / Marians Pahars
- / Andrejs Piedels
- / Dzintars Zirnis
- / Sergejs Molčanovs
- / Oļegs Blagonadeždins

## Trenerzy
- 1984:  Vladimirs Beļajevs

...
- 1988–1991:  Jānis Gilis
- 1991:  Georgijs Gusarenko

...
- 1993: / Georgijs Smirnovs
- 1994–1995:  Jurijs Andrejevs
- 1995–...:  Igors Kļosovs